# Clash of the Dinosaurs
Clash of the dinosaurs is een vierdelige miniserie, geproduceerd door Dangerous LTD voor Discovery Channel. De serie probeert met 3D-graphics de nieuwste inzichten op het vlak van dinosauriërs te verduidelijken. De première was op 13 december 2009.

## Afleveringen

### Extreme Survivors
Motto: na 120 miljoen jaar evolutie waren de dinosauriërs beter aangepast aan hun omgeving dan eender welk huidig zoogdier. Enkele soorten behaalden leeftijden tot boven de honderd jaar. Anderen hadden een kans van 1 op 3000 om volwassen te worden. De modernste wetenschap openbaart de anatomische geheimen waardoor ze zulke overlevers werden.

### Perfect Predators
Motto: tijdens het Krijt ontstonden wandelende moordmachines met een wrede combinatie van snelheid, gezichtsvermogen, intelligentie en extreem scherpe wapens. De modernste wetenschap openbaart de anatomische geheimen die van deze bloeddorstige carnivoren zulk een ongelofelijke verspreider van angst maakte.

### The Defenders
Motto: het Krijt werd niet gedomineerd door carnivoren, maar door herbivoren en hun lichamen waren gebouwd om behoorlijk wat uit te houden. De modernste wetenschap onthult de anatomische geheimen die van 's werelds grootste vegetariërs zulke succesvolle overlevers maakte in een wereld vol klauwen en tanden.

### Generations
Motto: na meer dan een miljoen generaties waren de dinosauriërs aangepast aan een veranderende planeet, maar elke succesvolle generatie ontstaat uit één enkele samenkomst tussen twee reptielen met eenzelfde gedachte. De modernste wetenschap openbaart de geheimen achter leven en liefde bij de dinosauriërs.

## Gebruikte dieren
Hier volgt een lijst met de dieren die gebruikt werden in dit programma.

### Dinosauriërs
- Ankylosaurus
- Deinonychus
- Parasaurolophus
- Sauroposeidon
- Triceratops
- Tyrannosaurus

### Andere dieren
- Quetzalcoatlus (pterosauriër)